# 고정 (아이치현)
고정(国府町)은 아이치현 호이군에 설치되었던 정이다. 현재의 도요카와시 서부에 해당한다.